# Arp'a
Arp'a är ett vattendrag i Armenien.   Det ligger i provinsen Vajots Dzor, i den södra delen av landet, 70 kilometer sydost om huvudstaden Jerevan.
Trakten runt Arp'a består i huvudsak av gräsmarker. Runt Arp'a är det ganska tätbefolkat, med 90 invånare per kvadratkilometer.